# Aretos (Bebryker)
Aretos (altgriechisch Ἄρητος Árētos) ist eine Person der griechischen Mythologie.
Aretos erscheint einzig in der Argonautika des Apollonios von Rhodos als Kämpfer des in Bithynien siedelnden Volksstammes der Bebryker. Als er dem von den Argonauten gefesselten bithynischen König Amykos zur Hilfe eilt, wird er von Klytios getötet.